# Lancelot Blondeel
Lancelot Blondeel, oppure Lanceloot Blondeel (Poperinge, 1498 – Bruges, 4 marzo 1561), è stato un pittore, incisore e ingegnere fiammingo.

## Biografia

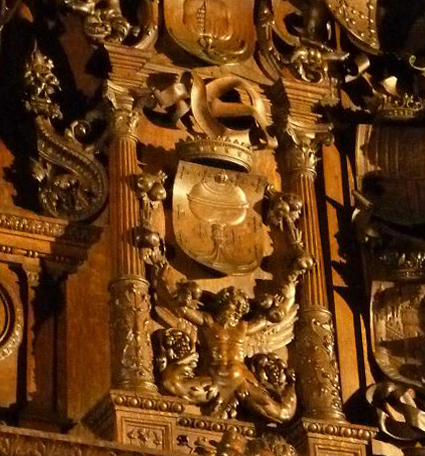
Rappresentazione araldica del regno di Galizia nel camino del Palais de Franc a Bruges (1528), realizzato da Blondeel.

Lancelot Blondeel nacque a Poperinge nel 1498, ma lavorò soprattutto a Bruges.
Maestro della gilda di Bruges nel 1519, dopo aver ottenuto successi e consensi già in giovane età, Lancelot Blondeel soggiornò probabilmente in Italia, come indurrebbe a ritenere la sua influenza classicheggiante unita ed elementi derivati dal Rinascimento italiano, romano, toscano, veneto, che impreziosirono il suo stile prevalentemente manieristico tardo-gotico flamboyant,e che lo misero in evidenza in un ambiente prevalentemente conservatore, grazie a questa brillante modernità, facendogli raggiungere esiti estrosi.
La sua bravura fu ampiamente documentata da Giorgio Vasari, informato dal bruggese Giovanni Stradano.
Inoltre Blondeel sicuramente studiò e si formò sulle opere artistiche di Marcantonio Raimondi.
Blondeel realizzò nel 1549 due archi trionfali, commissionati da Carlo V d'Asburgo, imperatore del Sacro Romano Impero, basati sullo stile classico-romano.
Nel 1550 Blondeel e Jan van Scorel ricevettero l'incarico di restaurare la celebre pala d'altare di Jan van Eyck.
Inoltre progettò un canale che collegava Bruges al mare, e questo lavoro incrementò notevolmente il commercio di Bruges.
La documentazione storica-biografica afferma che aveva una figlia di nome Anna, che in seguito sposò il suo allievo Pieter Pourbus.
Blondeel diede disegni per arazzi, incisioni, oreficerie, caratterizzati da una ricca decorazione rinascimentale.
Sono sopravvissute poche opere di Blondeel, qualche lavoro di tematica religiosa di complessa composizione, arricchito da ampie decorazioni, dove un realismo lucido e accurato si coniuga con il gusto del fantasioso e dell'illusionistico.
Opere principali a Bruges: il trittico col Martirio dei santi Cosma e Damiano (1523, nella chiesa di San Jacob), lo stendardo dei pittori della corporazione dei pittori con San Luca che ritrae la Vergine (1545, Groeningemuseum), la Madonna tra i santi Luca ed Eligio (1545, chiesa di Saint-Sauveur). Tra le attribuzioni si può menzionare la tavola con Storie di Maria nella chiesa di Notre Dame di Tournai, dai profondi manierismi e dal paesaggismo suggestivo.
Si distinse anche per i disegni per la famosa e monumentale Cheminée du Franc nel Palazzo di Giustizia di Bruges (1528), uno dei capolavori della scultura fiamminga,per la quale Guyot de Beaugrant eseguì il fregio in alabastro.Qui Blondeel disegnò anche le statue di Carlo V e antenati.

## Opere
- Trittico con Martirio dei santi Cosma e Damiano (nella chiesa di San Jacob, 1523);
- Trittico con la Storia della Santa Croce, Veurne, (chiesa di San Nicola);
- Storie di Maria (chiesa di Notre Dame di Tournai)
- Martirio di un santo, New York,  collezione privata (1548 o 1558);
- Il Calvario, Nantes, Musée des Beaux-Arts;
- Madonna tra i santi Luca ed Eligio (chiesa di Saint-Sauveur, 1545);
- Madonna tra i santi Luca ed Eligio (chiesa di Saint-Sauveur, 1545);
- San Luca che ritrae la Vergine (Groeningemuseum, 1545).